# 乙女隊
乙女隊（おとめたい・Otome-tai）は、日本の女性アイドルグループ。

## 来歴
1984年にオーディションで選ばれ、1985年2月に『乙女はいつか星になる』（同名映画の主題歌）でレコードデビューした女性3人組アイドルユニットである。
乙女隊より先にデビューした少女隊を模倣して誕生したアイドルグループだったが、プロモーション活動に成果を得られなかったためかレコードの売り上げが低迷し、短い活動期間で第一期メンバーは、解散した。
しかし、メンバーを代えたアップルズ（乙女隊II）に始まる、オレンジ・ギャルズ（乙女隊III）、スイート・ポテト（乙女隊IV）、ピーチパイ（乙女隊V）などのユニットがデビューしており、乙女隊は形を変えながら活動した。

## 乙女隊

### メンバー
- 松原あかね（1964年5月20日生まれ、メインボーカル） - 後に「飛鳥あおい」に改名
- 中村こずえ（1970年8月18日生まれ、ボーカル）
- 神田めぐみ（1972年4月5日生まれ、ボーカル）

### シングル
- 乙女はいつか星になる　c/w　藍れん歌 〜乙女の願い〜 （1985年2月25日、ポリドール 7DX-1361）
A面曲の作詞：西条八十、作曲：西田陽一、編曲：青木望
A面曲は後にメンバーの松原あかねが「飛鳥あおい」の芸名で、1993年9月21日発売のCDシングルでセルフリメイク。

## アップルズ（乙女隊II）

### メンバー
- 石角まゆみ（本名：同じ。1969年12月27日生まれ。兵庫県加古郡出身。血液型：AB型）
- 志賀かほり（本名：馬場かほり。1972年5月12日生まれ。滋賀県大津市出身。血液型：A型）
- 江田あつみ（本名：江田敦美。1972年8月21日生まれ。滋賀県大津市出身。血液型：O型）

### シングル
- 恋のTAKE OFF　c/w　夢の中で （1985年7月25日）

## オレンジ・ギャルズ（乙女隊III）

### メンバー
- 松葉妙子
- 堀川晶子
- 田中敏美
- 吉野輝香

### シングル
- ファンタジー・ロマン　c/w　涙のイエロー・シティ （1986年1月25日）

## スイート・ポテト（乙女隊IV）

### メンバー
- 森山智美
- 栗城まき子
- 橋場小乙利

### シングル
- SISTER ANGEL　c/w　マジカル・ナイトに抱きしめて （1986年1月25日）

## ピーチパイ（乙女隊V）

### メンバー
- 播磨妙子 (兵庫県出身) 165cm、50kg、B-80・W63・H-88 Ｏ型
- 川口かをり (大阪府出身) 160cm、50kg、B-88・W-63・H-89 A型
- 森栄子 (奈良県出身) 153cm、43kg、B-82・W-63・H-88 Ｏ型

### シングル
- アフェクション　c/w　Scandal （1986年8月25日）

## キャロット（乙女隊VI）

### メンバー
- 河辺和泉（1966年9月10日生まれ、静岡県島田市出身、O型、156cm、42.5kg、B：78cm、W：58cm、H：81cm、趣味：作詩、バドミントン）
- 首藤晃代（1967年9月14日生まれ、静岡県浜松市出身、153cm、43kg、B：78cm、W：60cm、H：85cm、趣味：映画鑑賞）
- 室澤みゆき（1967年8月2日生まれ、神奈川県綾瀬市出身、150cm、48kg、B：84cm、W：63cm、H：83cm、趣味：ジャズダンス、ドライブ）

### シングル
- 夏はセクシー　c/w　しあわせ探し （1986年8月25日）

## チェリーズ（乙女隊VII）

### メンバー
- 畑中みき
- 河上ゆかり
- 岡本志桜里

### シングル
- Rock'n Rollシティー・ボーイ　c/w　トワイライト・ハイウェイ （1987年3月25日）